# 오사나이정
오사나이정(長内町)은 이와테현 구노헤군에 설치되었던 정이다. 현재의 구지시에 해당한다.

## 연혁
- 1889년 4월 1일 - 정촌제 시행과 함께 미나미쿠노헤군 오사나이촌이 성립하였다.
- 1896년 6월 1일 - 미나미쿠노헤군, 기타쿠노헤군이 합병해 구노헤군이 성립하였다.
- 1952년 6월 1일 - 정으로 승격하였다.
- 1954년 11월 3일 - 구지정 우베촌 오카와메촌 사무라이하마촌 나쓰이촌 야마네촌과 합병해 구지시가 되었다.